# Jamal Mayers
Jamal David Mayers (* 24. Oktober 1974 in Toronto, Ontario) ist ein ehemaliger kanadischer Eishockeyspieler auf der Position des rechten Flügelstürmers. Mayers absolvierte 978 Spiele in der National Hockey League, den Großteil davon während seines zehnjährigen Engagements bei den St. Louis Blues. Zudem gewann er in seiner letzten Profisaison den Stanley Cup mit den Chicago Blackhawks. Mit der kanadischen Nationalmannschaft nahm er an drei Weltmeisterschaften teil und gewann dabei 2007 die Goldmedaille.

## Karriere
Mayers spielte während seiner Juniorenzeit zunächst von 1990 bis 1992 bei den Weston Dukes und Thornhill Islanders in der Metro Junior A Hockey League nahe seiner Geburtsstadt. Mit insgesamt 143 Scorerpunkten in genau 100 Partien zeigte der Stürmer frühzeitig sein großes Potential. Im Sommer 1992 entschied sich der damals 17-jährige – im Gegensatz zu vielen anderen kanadischen Jugendspielern – für die Fortsetzung seiner Karriere an einem US-amerikanischen College und nicht in einer der drei Ligen der Canadian Hockey League. Mayers wechselte an die in Kalamazoo gelegene Western Michigan University. Neben seinem Studium spielte er die folgenden vier Jahre bis 1996 parallel für deren Eishockeyteam in der Central Collegiate Hockey Association, einer Division der National Collegiate Athletic Association. Zwar konnte der Kanadier in diesen vier Jahren keine großen Erfolge mit dem Team in der CCHA feiern, allerdings wurde er bereits im Sommer 1993 im NHL Entry Draft in der vierten Runde als 89. Spieler von den St. Louis Blues ausgewählt. Zudem war Mayers in allen vier Jahren unter den besten sieben Scorern der Mannschaft zu finden – in der Spielzeit 1994/95 sogar als Topscorer.

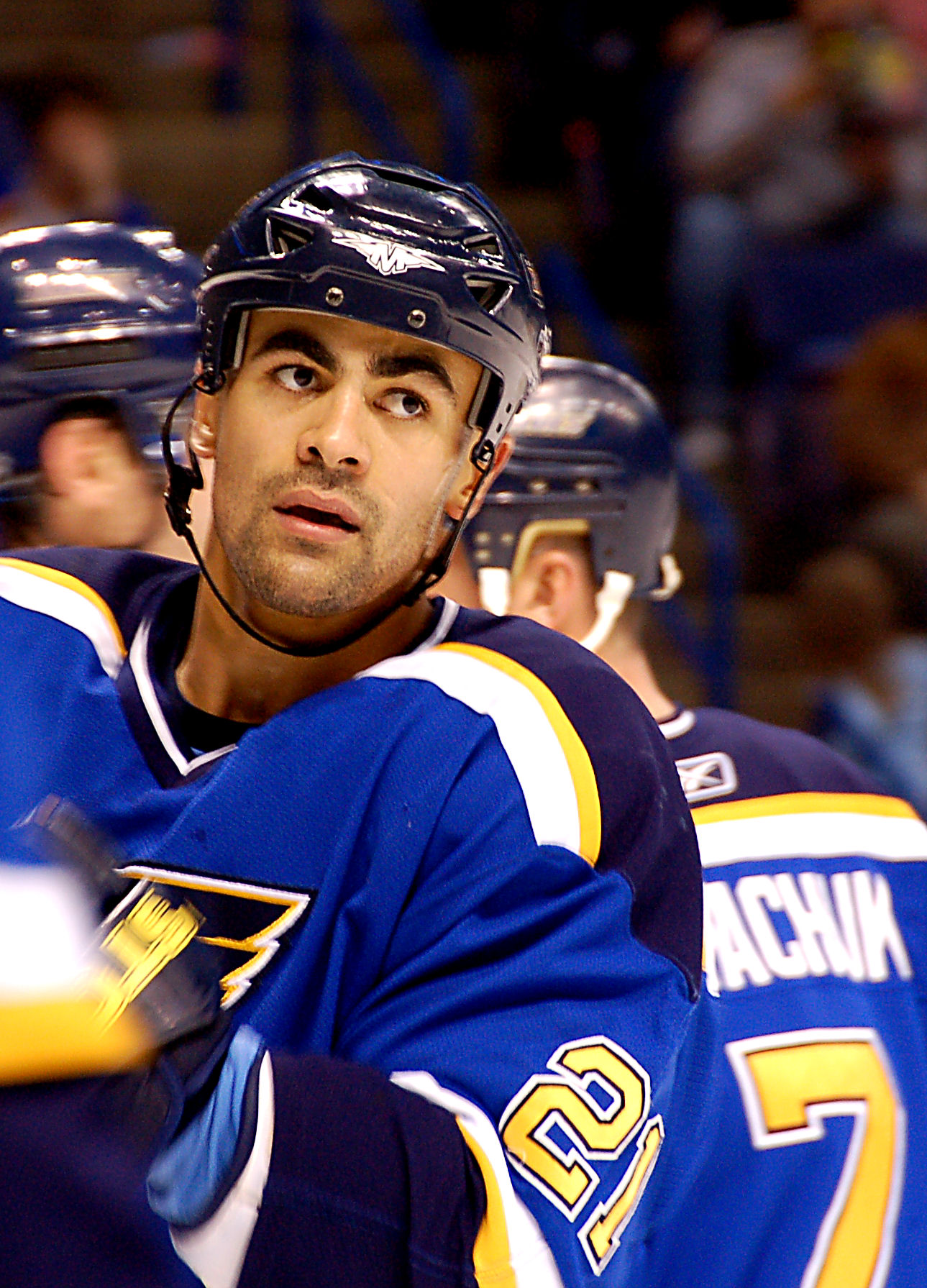
Mayers im Trikot der St. Louis Blues

Nach vier Jahren am College wechselte der rechte Flügelstürmer im Sommer 1996 in die Organisation der St. Louis Blues, die in drei Jahre zuvor gedraftet hatte. Mayers absolvierte in seinem ersten Profijahr insgesamt sechs Partien in der National Hockey League, dabei gelang ihm eine Torvorlage. Den Großteil der Spielzeit 1996/97 verbrachte er aber beim Farmteam der Blues, den Worcester IceCats aus der American Hockey League. Ebenso erging es ihm im folgenden Spieljahr, als er ausschließlich für Worcester zum Einsatz kam. Zwischen 1996 und 1999 absolvierte Mayers insgesamt 143 Begegnungen für die IceCats, wobei ihm 40 Tore und 85 Scorerpunkte gelangen. Die zusätzlichen 255 Strafminuten untermauerten seine Fähigkeiten als Power Forward. Regelmäßige Einsatzzeiten in der NHL bekam Mayers ab der Saison 1999/2000, nachdem er bereits in der Spielzeit 1998/99 die letzten 34 Spiele bestritten, seine ersten vier Tore erzielt und mit gutem Defensivspiel überzeugt hatte. Der Stürmer verblieb zunächst bis zum Sommer 2004 in St. Louis. Seine besten Spielzeiten absolvierte er dabei in den Jahren 2000/01 als ihm 21 Scorerpunkte gelangen und 2001/02 als er neben 17 Scorerpunkten auch eine Plus/Minus-Statistik von +9 aufweisen konnte. Zurückgeworfen wurde Mayers im folgenden Jahr, da ihn eine hartnäckige Knieverletzung, die er Mitte November 2002 erlitt, auf lediglich 15 Saisoneinsätze limitierte und er für den Rest der Saison ausfiel.
Durch den streikbedingten Ausfall der NHL-Saison 2004/05 verließ Mayers vor der Saison die Blues. Er heuerte als Free Agent bei Hammarby IF Stockholm aus der zweitklassigen schwedischen HockeyAllsvenskan an. Für den Klub aus der Hauptstadt bestritt er zwischen Mitte November 2004 und Mitte März 2005 insgesamt 19 Partien, in denen ihm 22 Scorerpunkte gelangen. Im März kehrte der Angreifer schließlich in die Vereinigten Staaten zurück und unterschrieb einen Vertrag bei den Missouri River Otters aus der United Hockey League. Bis zum Saisonende kam er in 13 Begegnungen auf sieben Scorerpunkte.
Im Herbst 2005 schloss Mayers sich wieder den St. Louis Blues an und spielte weitere drei Jahre für das Team, in denen er stets deutlich über 20 Scorerpunkte erzielte. Nach insgesamt elf Jahren im Franchise aus der Gateway City trennten sich im Juni 2008 – im Vorfeld des NHL Entry Draft 2008 – die Wege der Blues und Mayers. Er wurde am 19. Juni für ein Wahlrecht der dritten Draft-Runde, mit dem die Blues später James Livingston an 70. Stelle auswählten, an die Toronto Maple Leafs abgegeben. Damit kehrte der Stürmer in seine Geburtsstadt zurück. Unter dem neuen Maple-Leafs-Trainer Ron Wilson war Mayers im jungen Team Torontos aufgrund seiner Erfahrung von Beginn an eine feste Größe. An die Leistungen, mit denen er in den vorangegangenen Jahren in St. Louis geglänzt hatte, konnte er aber nicht mehr anknüpfen. Die zunehmende Unzufriedenheit über die Leistungen des Kanadiers sowie sein auslaufender Zweijahresvertrag machten ihn zunehmend entbehrlich und so wurde er Ende Januar 2010 Bestandteil eines der größten Transfers der NHL seit der Wiederaufnahme des Spielbetriebs im Herbst 2005. Gemeinsam mit Matt Stajan, Niklas Hagman und Ian White wurde er für Dion Phaneuf, Fredrik Sjöström und Keith Aulie zu den Calgary Flames transferiert. Nach 27 Einsätzen für die Flames wurde die Zusammenarbeit zwischen dem Team und Mayers nicht fortgesetzt. Als Unrestricted Free Agent unterzeichnete der Power Forward schließlich am 4. August 2010 einen Einjahresvertrag bei den San Jose Sharks, die Ersatz für die abgewanderten Manny Malhotra und Jed Ortmeyer benötigten. Am 1. Juli 2011 unterzeichnete er als Free Agent einen Kontrakt für ein Jahr bei den Chicago Blackhawks.
Dieser Vertrag wurde um ein weiteres Jahr verlängert, sodass Mayers mit den Blackhawks in der Saison 2012/13 den Stanley Cup gewann. Aufgrund der durch den Lockout verkürzten Spielzeit reichten seine 19 Spiele in der regulären Saison aus, um auf dem Pokal eingraviert zu werden. Im Dezember 2013 gab er das Ende seiner aktiven Karriere bekannt.

### International
Mayers vertrat sein Heimatland Kanada erstmals bei der Weltmeisterschaft 2000 im russischen Sankt Petersburg. Als Nachnominierung bestritt er sieben der neun Partien seines Teams und erreichte nach einer Halbfinalniederlage gegen den späteren Weltmeister Tschechien sowie im Spiel um den dritten Platz gegen Finnland den vierten Rang. Mayers erzielte im Turnierverlauf ein Tor.
Erst sieben Jahre später wurde der in Toronto geborene Stürmer erneut nominiert. Diesmal für die Weltmeisterschaft 2007 im russischen Kasan. Dort erreichte die Mannschaft das Finale und ging durch einen 4:2-Sieg über Finnland aus diesem als Weltmeister hervor. Mayers kam in allen neun Spielen zum Einsatz und erfüllte seine Aufgaben mit vier Toren sowie insgesamt fünf Scorerpunkten überaus gut. Seine Leistungen wurden auch im folgenden Jahr berücksichtigt, als er erneut in den Kader für die Heim-WM 2008 berufen wurde. Beim Silbermedaillengewinn der Kanadier, die das Finale gegen Russland mit 4:5 in der Verlängerung verloren, verbuchte Mayers erneut fünf Scorerpunkte. Darunter befanden sich zwei Tore.

## Erfolge und Auszeichnungen
- 1995 Spengler-Cup-Gewinn mit dem Team Canada
- 2007 Goldmedaille bei der Weltmeisterschaft
- 2008 Silbermedaille bei der Weltmeisterschaft
- 2013 Stanley-Cup-Gewinn mit den Chicago Blackhawks

## Karrierestatistik

### International
Vertrat Kanada bei:
- Weltmeisterschaft 2000
- Weltmeisterschaft 2007
- Weltmeisterschaft 2008

(Legende zur Spielerstatistik: Sp oder GP = absolvierte Spiele; T oder G = erzielte Tore; V oder A = erzielte Assists; Pkt oder Pts = erzielte Scorerpunkte; SM oder PIM = erhaltene Strafminuten; +/− = Plus/Minus-Bilanz; PP = erzielte Überzahltore; SH = erzielte Unterzahltore; GW = erzielte Siegtore; 1 Play-downs/Relegation; Kursiv: Statistik nicht vollständig)